# Джерело під Бемовою горою
Джерело́ під Бе́мовою горо́ю — гідрологічна пам'ятка природи місцевого значення в Україні.
Розташована на території Зборівського району Тернопільської області, біля села Манаїв, неподалік від старої садиби, за 200 метрів від лісу в межах урочища «Бемова гора».
Площа — 0,1 га. Статус отриманий 2009 року.